# جوش شنايدر
جوش شنايدر (بالإنجليزية: Josh Schneider) هو سباح أمريكي، ولد في 11 يناير 1988 في سينسيناتي في الولايات المتحدة.

## روابط خارجية
- جوش شنايدر على موقع الاتحاد الدولي للسباحة (الإنجليزية)
- جوش شنايدر على موقع SwimRankings.net (الإنجليزية)